# 1854 у літературі

## Твори
- Чарлз Дікенс надрукував роман «Тяжкі часи».
- Генрі Девід Торо опублікував «Волден».
- Альфред Теннісон написав вірш «Атака легкої бригади».

## Видання
- «Сад щасливців» — опублікований у Каїрі переклад[1] XVI століття азербайджанською мовою твору Хусейна Ваїза Кашеві[fa], зроблений Мухаммедом Фізулі.

## Народились
- 2 вересня — Ганс Генрік Егер (норв. Hans Henrik Jæger), норвезький письменник-анархіст (помер у 1910).
- 16 жовтня — Оскар Вайльд (англ. Oscar Wilde), англійський письменник (помер у 1900).

## Померли
- 3 грудня — Йоганн Петер Еккерман (нім. Johann Peter Eckermann), німецький літератор, поет (народився в 1792).